# Hada bryoptera
Hada bryoptera là một loài bướm đêm trong họ Noctuidae.